# Duarte de Albuquerque
Duarte de Albuquerque Coelho (Lisboa, 22 de dezembro de 1591 — Madrid, 24 de setembro de 1658), primeiro e único conde de Pernambuco e marquês de Basto, (Olinda) foi o quarto donatário da capitania de Pernambuco, que herdou em 1603, e na qual foi confirmado por carta de 2 de julho desse mesmo ano.

## Biografia
Era filho de Jorge de Albuquerque Coelho. Descendia do primeiro donatário de Pernambuco, Duarte Coelho Pereira e de sua mulher Dona Brites de Albuquerque, de quem era neto, por ser filho do referido Jorge de Albuquerque Coelho.
Quando os holandeses invadiram sua capitania, em 1630, defendida por seu irmão Matias de Albuquerque, a ele se juntou, permanecendo no Brasil até 1638. Antes disso, já havia prestado bons serviços em 1625, por ocasião da recuperação da Bahia, na chamada Jornada dos Vassalos, para onde mandou um navio de guerra com muitos homens, armado à sua custa, tendo ainda contribuído com rendimentos das suas fazendas em Pernambuco para a operação militar que permitiu recuperar a Bahia para o domínio português.
Depois da Restauração, e ao contrário do seu irmão, permaneceu fiel a Filipe IV de Espanha, de quem foi gentil-homem da câmara e do seu conselho de Estado de Portugal.
Escreveu obras históricas, como as Memórias Diárias de la Guerra del Brasil, publicada em Madrid, em castelhano, no ano de 1654, narrando a luta contra os holandeses em Pernambuco de 1630-1638.

## Casamento e descendência
Casou com D. Joana de Castro (falecida em 1631), filha de D. Diogo de Castro, 2.º conde de Basto e vice-rei de Portugal, e de sua mulher D. Maria de Távora.
Desse casamento foram filhos Jorge de Albuquerque Coelho, que em Castela, depois da morte de seu tio, o 3.º conde de Basto, usou o título de 4.º conde de Basto e morreu solteiro e sem geração na guerra da Catalunha; e D. Maria Margarida de Castro e Albuquerque, senhora da capitania de Pernambuco e do condado de Basto, que foi condessa de Vimioso pelo seu casamento com D. Miguel de Portugal, 7.º conde desse título, de quem não teve geração. 

## Títulos
Os títulos nobiliárquicos de conde de Pernambuco e de marquês de Basto foram criados por D. Filipe III (IV de Espanha), rei de Portugal e Espanha.
Ambos os títulos foram concedidos depois de 1640, pelo que apenas foram registados e reconhecidos em Espanha.